# Mary Pollard
Pour les articles homonymes, voir Pollard.
Mary "Paul" Pollard, née le 5 juin 1922 dans l’Essex et morte le 24 juin 2005 à Dublin, est une bibliothécaire anglaise à la Bibliothèque du Trinity College de Dublin et une spécialiste des premiers livres imprimés,.

## Jeunesse et éducation
Marie Paul Pollard nait dans l'Essex en Angleterre le 5 juin 1922. Aînée d’une fratrie de trois filles et d'un garçon, elle est la fille de Richard Payne Pollard, un irlandais émigré, et de son épouse née Wilkinson. Pollard est à la Hawnes School avant d'étudier la médecine un certain nombre d'années. Mais elle abandonne ces études avant la fin pour s'intéresser à la bibliothéconomie. Elle accepte un poste au Southlands Teacher Training College, actuellement partie de l'université de Roehampton, où elle étudie pour la Library Association,.

## Carrière
Pollard se rend à Dublin en 1957 pour occuper deux postes à temps partiel, un à la bibliothèque Marsh et un à la bibliothèque du Trinity College Dublin. La bibliothèque Marsh ne pouvant pas lui payer un salaire complet, lui fournit en échange un appartement situé sous la bibliothèque. Celui-ci est notoirement froid mais elle y vit le reste de sa vie. Elle garde ces deux emplois pendant 8 ans, jusqu'à ce qu'elle obtienne un poste à temps plein à la Trinity. Tout au long de sa carrière, elle se spécialise dans les premiers livres imprimés, devenant la bibliothécaire des livres rares à la Trinity en 1964. Ses recherches et sa thèse pour la bourse de la Library Association sont intitulées The woodcut ornament stocks of the Dublin printers 1551–1700 with lists of unsigned works identified as from their presses et elle reçoit une distinction,.
Elle est responsable du département des livres imprimés anciens, qui sont conservés dans le pavillon nouvellement reconstruit de l'ancienne bibliothèque. Celui-ci est ouvert aux lecteurs en 1968. Ce service traite initialement les livres d'avant 1800, mais couvre ensuite l'intégralité du contenu de l'ancienne bibliothèque et de la galerie qui comprend des ouvrages du XIXe siècle. Pollard supervise une amélioration globale des livres anciens de la bibliothèque avec relativement peu de fonds. Elle identifie des lacunes dans les collections de la bibliothèque dans la littérature anglaise du XVIIIe siècle, en théâtre? en linguistique, en politique, en économie et dans le domaine social en Irlande. Elle tente de combler ces manques. Lorsque les fonds sont disponibles, elle dirige l'achat de collections telles que celle de Jonathan Swift et des objets liés à T. A. Hollick en vente chez Sotheby's en 1976 avec l'argent de la succession d'Alfred Chester Beatty.
Pollard met en place l'utilisation de règles anglo-américaines de catalogage, en créant un catalogue des livres imprimés anciens plus rigoureux et en élaborant un code complémentaire dans les années 1970 qui permet une analyse complète de tous les aspects physiques d'un livre. Au cours de la même période, elle commence à enseigner de manière informelle la bibliographie historique à des universitaires et des diplômés. Ces cours sont finalement inclus officiellement dans le Master of Philosophy des études de la réforme et de l'illumination. Dans le cadre de son travail pour ce cours, Pollard crée une presse à main, la Trinity Closet Press (en), maintenant installée dans le sous-sol de la College Printing House. Elle est nommée sous-bibliothécaire en 1970 et première gardienne des livres imprimés anciens en 1980. Elle prend sa retraite du poste de gardien en 1983 afin de se concentrer sur ses recherches sur le commerce du livre à Dublin. Cette recherche est publiée dans deux livres : Dublin's trade in books, 1550–1800 (1989) et A dictionary of members of the Dublin book trade, 1550–1800 (2000). Le premier volume est à l'origine une conférence Lyell donnée à Oxford. Au début des années 1960, Pollard fonde sa propre presse à main dans une salle inutilisée de la bibliothèque Marsh avec l'aide de Liam Miller. Pendant 20 ans, elle publie des éditions très limitées, de la prose et des versets satiriques sur les événements contemporains,.

## Fin de vie et héritage
En 2001, l'université de Dublin lui décerne un doctorat en lettres honoraire et en 2002, elle est élue membre de l'Académie royale d'Irlande. Son dernier livre, A Festschrift, That woman!: studies in Irish bibliography est publié en 2005. Pollard meurt le 24 juin 2005. Elle possédait une vaste collection de 11 500 livres pour enfants d'avant 1914 dans son appartement, qu'elle a collecté pendant 50 ans. Elle a un intérêt particulier pour les livres, les objets et les ouvrages irlandais destinés aux filles. Cette collection, connue sous le nom Pollard Collection, est léguée à la Bibliothèque du Trinity College Dublin, avec ses carnets de notes de collecte,.